# Rois-Bheinn
Rois-Bheinn är ett berg i Storbritannien.   Det ligger i kommunen Highland och riksdelen Skottland, i den nordvästra delen av landet, 700 km nordväst om huvudstaden London. Toppen på Rois-Bheinn är 882 meter över havet.
Terrängen runt Rois-Bheinn är kuperad. En vik av havet är nära Rois-Bheinn västerut. Trakten runt Rois-Bheinn är nära nog obefolkad, med mindre än två invånare per kvadratkilometer. Närmaste större samhälle är Mallaig, 18,7 km norr om Rois-Bheinn. Trakten runt Rois-Bheinn består i huvudsak av gräsmarker.